# Rom (Deux-Sèvres)
 Rom  es una población y comuna francesa, situada en la región de Poitou-Charentes, departamento de Deux-Sèvres, en el distrito de Niort y cantón de Lezay.

## Demografía
| 1292 | 1162 | 998 | 918 | 833 | 788 |
| Para los censos de 1962 a 1999 la población legal corresponde a la población sin duplicidades (Fuente: INSEE [Consultar]) |      |     |     |     |     |